# Dolščaki
Dolščaki este o localitate din comuna Velike Lašče, Slovenia, cu o populație de 65 de locuitori.